# Bauhaus-Galan 2022
Die Bauhaus-Galan 2022 war eine Leichtathletik-Veranstaltung, die am 30. Juni 2022 im Olympiastadion in der schwedischen Hauptstadt Stockholm stattfand und Teil der Diamond League war.

## Ergebnisse

### Männer

#### 100 m
| Platz | Athlet          | Land | Zeit (s) |
| ----- | --------------- | ---- | -------- |
| 1     | Akani Simbine   | RSA  | 10,02 SB |
| 2     | Reece Prescod   | GBR  | 10,15    |
| 3     | Jimmy Vicaut    | FRA  | 10,19    |
| 4     | Yupun Abeykoon  | LKA  | 10,21    |
| 5     | Mouhamadou Fall | FRA  | 10,24    |
| 6     | Joris van Gool  | NED  | 10,38    |
| 7     | Rohan Browning  | AUS  | 10,38    |
| 8     | Henrik Larsson  | SWE  | 10,40    |

Wind: −0,5 m/s

#### 800 m
| Platz | Athlet                      | Land | Zeit (min) |
| ----- | --------------------------- | ---- | ---------- |
| 1     | Slimane Moula               | ALG  | 1:44,60    |
| 2     | Benjamin Robert             | FRA  | 1:45,11    |
| 3     | Gabriel Tual                | FRA  | 1:45,29    |
| 4     | Andreas Kramer              | SWE  | 1:45,42    |
| 5     | Emmanuel Korir              | KEN  | 1:45,85 SB |
| 6     | Adrián Ben                  | ESP  | 1:45,85    |
| 7     | Collins Kipruto             | KEN  | 1:45,86    |
| 8     | Ferguson Cheruiyot Rotich   | KEN  | 1:48,05    |
|       | Khaled Benmahdi (Pacemaker) | ALG  | DNF        |

#### 3000 m
| Platz                     | Athlet                     | Land | Zeit (min)    |
| ------------------------- | -------------------------- | ---- | ------------- |
| 1                         | Dominic Lobalu             | ART  | 7:29,48 WL PB |
| 2                         | Jacob Kiplimo              | UGA  | 7:29,55 SB    |
| 3                         | Cornelius Kemboi           | KEN  | 7:31,26 SB    |
| 4                         | Stewart McSweyn            | AUS  | 7:31,93 SB    |
| 5                         | Thierry Ndikumwenayo       | BDI  | 7:34,91 PB    |
| 6                         | Luis Grijalva              | GTM  | 7:38,67 NR    |
| 7                         | Mike Foppen                | NED  | 7:43,37 SB    |
| 8                         | Narve Gilje Nordås         | NOR  | 7:44,28       |
| 9                         | Jack Rayner                | AUS  | 7:47,62 PB    |
| 10                        | Ryuji Miura                | JPN  | 7:47,98 PB    |
| 11                        | Addisu Yihune              | ETH  | 7:48,51 SB    |
|                           | Mounir Akbache (Pacemaker) | FRA  | DNF           |
| Boaz Kiprugut (Pacemaker) | KEN                        | DNF  |               |
| Adel Mechaal              | ESP                        | DNF  |               |

#### 400 m Hürden
| Platz | Athlet            | Land | Zeit (s)    |
| ----- | ----------------- | ---- | ----------- |
| 1     | Alison dos Santos | BRA  | 46,80 WL MR |
| 2     | Cj Allen          | USA  | 48,28       |
| 3     | Kyron McMaster    | IVB  | 48,58 SB    |
| 4     | Rasmus Mägi       | EST  | 48,77       |
| 5     | Carl Bengtström   | SWE  | 48,97       |
| 6     | Julien Watrin     | BEL  | 49,01       |
| 7     | Chris McAlister   | GBR  | 49,76       |
| 8     | Sokwakhana Zakini | RSA  | 49,80       |

#### Stabhochsprung
| Platz | Athlet                | Land | Höhe (m)          |
| ----- | --------------------- | ---- | ----------------- |
| 1     | Armand Duplantis      | SWE  | 6,16 WL NR DLR MR |
| 2     | Christopher Nilsen    | USA  | 5,93              |
| 3     | Thiago Braz           | BRA  | 5,93 SB           |
| 4     | Pål Haugen Lillefosse | NOR  | 5,83              |
| 5     | Renaud Lavillenie     | FRA  | 5,83 SB           |
| 6     | Ernest John Obiena    | PHI  | 5,73              |
| 7     | Ben Broeders          | BEL  | 5,63              |
| 7     | Sondre Guttormsen     | NOR  | 5,63              |

#### Diskuswurf
| Platz | Athlet           | Land | Weite (m) |
| ----- | ---------------- | ---- | --------- |
| 1     | Kristjan Čeh     | SLO  | 70,02 MR  |
| 2     | Mykolas Alekna   | LTU  | 69,81 PB  |
| 3     | Daniel Ståhl     | SWE  | 67,57     |
| 4     | Andrius Gudžius  | LTU  | 67,37     |
| 5     | Sam Mattis       | USA  | 63,69     |
| 6     | Lawrence Okoye   | GBR  | 63,34     |
| 7     | Simon Pettersson | SWE  | 63,21     |
| 8     | Matthew Denny    | AUS  | 62,49     |

#### Speerwurf
| Platz | Athlet           | Land | Weite (m) |
| ----- | ---------------- | ---- | --------- |
| 1     | Anderson Peters  | GRN  | 90,31 MR  |
| 2     | Neeraj Chopra    | IND  | 89,94 NR  |
| 3     | Julian Weber     | GER  | 89,08     |
| 4     | Jakub Vadlejch   | CZE  | 88,59     |
| 5     | Oliver Helander  | FIN  | 85,46     |
| 6     | Kim Amb          | SWE  | 82,86 SB  |
| 7     | Vítězslav Veselý | CZE  | 82,57     |
| 8     | Andrian Mardare  | MDA  | 81,96     |

### Frauen

#### 200 m
| Platz | Athletin          | Land | Zeit (s) |
| ----- | ----------------- | ---- | -------- |
| 1     | Dina Asher-Smith  | GBR  | 22,37    |
| 2     | Mujinga Kambundji | SUI  | 22,37    |
| 3     | Ida Karstoft      | DEN  | 22,90    |
| 4     | Tynia Gaither     | BAH  | 23,06    |
| 5     | Gina Bass         | GAM  | 23,31    |
| 6     | Ajla Del Ponte    | SUI  | 23,41    |
| 7     | Julia Henriksson  | SWE  | 23,57    |
| 8     | Lisa Lilja        | SWE  | 23,78    |

Wind: +0,1 m/s

#### 800 m
| Platz | Athletin                     | Land | Zeit (min) |
| ----- | ---------------------------- | ---- | ---------- |
| 1     | Mary Moraa                   | KEN  | 1:57,68    |
| 2     | Keely Hodgkinson             | GBR  | 1:58,18    |
| 3     | Catriona Bisset              | AUS  | 1:58,54 SB |
| 4     | Halimah Nakaayi              | UGA  | 1:58,85    |
| 5     | Sage Hurta                   | USA  | 1:58,95    |
| 6     | Prudence Sekgodiso           | RSA  | 1:59,52    |
| 7     | Brooke Feldmeier             | USA  | 1:59,73    |
| 8     | Hedda Hynne                  | NOR  | 2:02,09    |
| 9     | Lovisa Lindh                 | SWE  | 2:03,22    |
|       | Sarah Billings (Pacemakerin) | AUS  | DNF        |

#### 100 m Hürden
| Platz | Athletin              | Land | Zeit (s)  |
| ----- | --------------------- | ---- | --------- |
| 1     | Jasmine Camacho-Quinn | PUR  | 12,46     |
| 2     | Tobi Amusan           | SWE  | 12,50     |
| 3     | Nia Ali               | USA  | 12,53     |
| 4     | Danielle Williams     | JAM  | 12,59 =SB |
| 5     | Devynne Charlton      | UKR  | 12,65     |
| 6     | Nadine Visser         | NED  | 12,76     |
| 7     | Pia Skrzyszowska      | POL  | 12,91     |
| 8     | Tia Jones             | USA  | 12,98     |

Wind: −0,5 m/s

#### 400 m Hürden
| Platz | Athletin            | Land | Zeit (s)     |
| ----- | ------------------- | ---- | ------------ |
| 1     | Femke Bol           | NED  | 52,27 DLR MR |
| 2     | Rushell Clayton     | JAM  | 53,90 PB     |
| 3     | Anna Ryschykowa     | UKR  | 54,33 SB     |
| 4     | Ayomide Folorunso   | ITA  | 54,66        |
| 5     | Wiktorija Tkatschuk | UKR  | 54,72 SB     |
| 6     | Viivi Lehikoinen    | FIN  | 54,80 PB     |
| 7     | Jessie Knight       | GBR  | 54,89        |
| 8     | Cassandra Tate      | USA  | 56,68        |

#### 3000 m Hindernis
| Platz | Athletin                            | Land | Zeit (min) |
| ----- | ----------------------------------- | ---- | ---------- |
| 1     | Daisy Jepkemei                      | KAZ  | 9:15,77 SB |
| 2     | Alice Finot                         | FRA  | 9:19,59 NR |
| 3     | Chiara Scherrer                     | SUI  | 9:24,16    |
| 4     | Natalija Strebkowa                  | UKR  | 9:24,54 NR |
| 5     | Lea Meyer                           | GER  | 9:25,61 PB |
| 6     | Fancy Cherono                       | KEN  | 9:34,61 SB |
| 7     | Elena Burkard                       | GER  | 9:40,67 SB |
| 8     | Gesa Felicitas Krause               | GER  | 9:44,44 SB |
| 9     | Patrycja Kapała                     | POL  | 9:45,21 PB |
| 10    | Emilia Lillemo                      | SWE  | 9:46,97 PB |
|       | Rosefline Chepngetich (Pacemakerin) | KEN  | DNF        |

#### Hochsprung
| Platz | Athletin              | Land | Höhe (m) |
| ----- | --------------------- | ---- | -------- |
| 1     | Eleanor Patterson     | AUS  | 1,96 SB  |
| 2     | Julija Lewtschenko    | UKR  | 1,93     |
| 3     | Iryna Heraschtschenko | UKR  | 1,93     |
| 4     | Nadeschda Dubowizkaja | KAZ  | 1,93 =SB |
| 5     | Jaroslawa Mahutschich | UKR  | 1,89     |
| 6     | Elena Vallortigara    | ITA  | 1,89     |
| 7     | Ella Junnila          | FIN  | 1,85     |
| 7     | Kateryna Tabaschnyk   | UKR  | 1,85     |

#### Weitsprung
| Platz | Athletin                | Land | Weite (m) |
| ----- | ----------------------- | ---- | --------- |
| 1     | Lorraine Ugen           | GBR  | 6,81 SB   |
| 2     | Maryna Bech-Romantschuk | UKR  | 6,76      |
| 3     | Khaddi Sagnia           | SWE  | 6,74      |
| 4     | Agate de Sousa          | STP  | 6,73      |
| 5     | Malaika Mihambo         | GER  | 6,72      |
| 6     | Ivana Vuleta            | SRB  | 6,66 SB   |
| 7     | Ese Brume               | NGR  | 6,57      |
| 8     | Jazmin Sawyers          | GBR  | 6,39      |
| 9     | Maja Åskag              | SWE  | 6,31 SB   |

#### Kugelstoßen
| Platz | Athletin            | Land | Weite (m) |
| ----- | ------------------- | ---- | --------- |
| 1     | Chase Ealey         | USA  | 20,48     |
| 2     | Sarah Mitton        | CAN  | 19,90     |
| 3     | Auriol Dongmo       | POR  | 19,30     |
| 4     | Jessica Schilder    | NED  | 19,07     |
| 5     | Danniel Thomas-Dodd | JAM  | 18,77     |
| 6     | Jessica Ramsey      | USA  | 18,64     |
| 7     | Fanny Roos          | SWE  | 18,34     |
|       | Jéssica Inchude     | POR  | 17,29     |